# Coleman Hawkins encounters Ben Webster
Coleman Hawkins encounters Ben Webster es un álbum de studio grabado el 16 de octubre de 1957, por Coleman Hawkins y Ben Webster, acompañados por un trío dirigido por Oscar Peterson.

## Canciones
1. "Blues for Yolande" (Coleman Hawkins) – 6:44
2. "It Never Entered My Mind" (Richard Rodgers, Lorenz Hart) – 5:47
3. "La Rosita" (Paul Dupont, Allan Stuart) – 5:02
4. "You'd Be So Nice to Come Home To" (Cole Porter) – 4:15
5. "Prisoner of Love" (Russ Columbo, Clarence Gaskill, Leo Robin) – 4:13
6. "Tangerine" (Johnny Mercer, Victor Schertzinger) – 5:21
7. "Shine On, Harvest Moon" (Jack Norworth, Nora Bayes) – 4:49

## Músicos
- Coleman Hawkins – saxo tenor
- Ben Webster - saxo tenor
- Oscar Peterson – piano
- Herb Ellis – guitarra
- Ray Brown – contrabajo
- Alvin Stoller – batería